# Jalandhar (stad)
Jalandhar (Punjabi: ਜਲੰਧਰ, Hindi: जलंधर) is een stad en gemeente in de Indiase deelstaat Punjab. De stad telt 701.223 inwoners (in 1968 werd het aantal nog geschat op 274.500), en ligt in het gelijknamige district Jalandhar.

## Klimaat
De stad ligt in een gebied met een vochtig subtropisch klimaat met koele winters en hete zomers. De zomer duurt van april tot juni en de winter van november tot februari. De temperaturen variëren in de zomer tussen de 25 °C en 48 °C en in de winter tussen de -5 °C en 19 °C. Het gebied kent het hele jaar weinig neerslag, met uitzondering van een kort zuidwestelijk moessonseizoen van juli tot augustus. De jaarlijkse neerslag bedraagt 70 cm.

## Geschiedenis
In de hindoeïstische mythologie vormde de stad binnen het tijdperk Satya Yuga het koninkrijk van een gelijknamige duivel. Volgens de religieuze hindoetekst Padma Purana zou de naam zijn afgeleid van de Daitya-gigantenkoning Jalandhara, de 'zoon van de oceaan'. De eerste referentie over de stad dateert van rond het jaar 100, toen een groep boeddhistische geestelijken nabij de stad een bijeenkomst hield. Ten tijde van Mahabharata stond de stad bekend als Prasthala. Jalandhar behoort samen met Multan tot de oudste steden van het Punjab-koninkrijk Trigarta van de Katoch-dynastie, dat wordt vermeld in de Mahabharata.
De stad ligt in de regio Doab, die het meest oostelijke deel vormde van het rijk van Alexander de Grote. Deze zou hier grote altaren hebben opgericht ter ere van de verovering van dit gebied. De Chinese reiziger Fa Xian, die in India verbleef tussen 399 en 411 schreef dat er veel  vihara's in India waren en dat zich in de Doab zo ongeveer 50 van deze boeddhistische complexen bevonden en dat er eerder tijdens het rijk van Kushanavorst Kanishka een Mahayana-vergadering plaatsvond.
Toen de Chinese reiziger Xuanzang de stad bezocht in de 7e eeuw vormde ze de hoofdstad van een rajput-koninkrijk geleid door radja Utito (volgens indoloog Alexander Cunningham was dit Attar Chand van de Katoch-dynastie), een vazal van de Indiase boeddhistische heerser Harsha. Het was daarom toen reeds een grote stad van 2 mijl breed. De rajput-clan lijkt, zij het met onderbrekingen, het gebied tot in de 12e eeuw te hebben geleid. Van de 8e tot de 10e eeuw vormde de stad de zetel van de Nath-sekte, wiens grootste heilige (yogi) Jalandhar Nath er in een samadhi werd begraven. Dit mausoleum werd in de 15e eeuw vervangen door een heiligdom gewijd aan soefi-imam Nasiruddin van de Chishtiyya-orde. Van de tweede helft van de 10e eeuw tot 1019 vormde de stad onderdeel van het Punjabische Shahi-koninkrijk. Rond 1180 werd de stad veroverd door Muhammad Ghowri. Onder de Mogols vormde de stad bestuurszetel van een sarkar (bestuurseenheid ter grootte van een district).
In 1752 werden de Mogols gedwongen de Punjab over te dragen aan het Afghaanse Durrani-rijk. In 1756 werd Katarpur verwoest door sjeik Achmed Sjah, waarop sikhgoeroe Badbhag Singh de stad uit wraak in brand stak. De laatste Mogolheerser Adina Beg werd daarop gedood in 1758. In zijn plaats werd de Katochmaharadja Ghamand Chand door de Durrani's (voor wie het gebied te ver van Kabul lag) aangesteld als (de eerste Rajput-)nizam (vorst-gouverneur) van Jalandhar. Tot de deling van India in 1947 woonden er veel Rajputs in en rond de stad, waarna een groot aantal naar Pakistaans Punjab verhuisde. In 1766 werd de stad evenwel veroverd door sikhleider Misal van de vorstelijke confederatie Singhpuria (of Faizullahpuria). In 1811 werd de stad geannexeerd door sikhmaharadja Ranjit Singh. Zijn nakomeling Dalip Singh verloor de stad echter in 1846 in de Eerste Sikhoorlog aan de Britten, die er het hoofdkwartier van maakten van het door hen op de sikhs veroverde gebied en ten zuidoosten van de stad het Jalandhar-kantonnement inrichtten. Ze verbasterden de naam tot Jullundur en maakten het daarop tot de bestuurszetel van een gelijknamige divisie en district. Met de onafhankelijkheid van India en Pakistan in 1947 kwamen grote migratiestromen op gang, waardoor de religieuze samenstelling van de stad veranderde.

## Economie
In de stad bevinden zich suiker-, conserven-, textiel- en metaalindustrie. Ook bevinden zich er de grootste producenten van leren pouchen (tassen) en schorten ter wereld, die onder andere worden geëxporteerd naar grote afnemers in Europa en Amerika en staat de stad bekend om haar ivoorsnijders. Jalandhar vormde verder een centrum voor de Indiase groene revolutie in de vroege jaren 1960.

## Bevolking
De meeste inwoners spreken Punjabi, al gaan steeds meer mensen over op het Engels, dat vanaf de basisschool wordt onderwezen. Onder zakenlui en hindoeïstische inwoners is het Hindi populair.
Bij de census van 1901 werden 67.535 inwoners geregistreerd, waaronder 14.715 hindoes, 40.081 moslims, 901 sikhs en 1.543 christenen. In 1947 veranderde dit door de wederzijdse migratiegolven tussen de nieuwe staten Pakistan en India; de moslims trokken naar Pakistan en hindoes en sikhs vestigden zich in de stad. De census van 1991 registreerde het hindoeïsme (54,54%) en sikhisme (45,46%) als belangrijkste religies in de stad.

## Geboren
- Feroze Khan (1904-2005), hockeyer
- Lawrence Durrell (1912-1990), Brits dichter, romanschrijver, toneelschrijver en reisschrijver
- Mohammed Zia-ul-Haq (1924-1988), Pakistaans generaal en politicus
- Wasim Sajjad (1941), Pakistaans politicus
- Akshaye Khanna (1975), acteur

## Partnersteden
- Calgary (Canada)
- Sydney (Australië)
- Wolverhampton (Verenigd Koninkrijk)